# Nikola Čumić
Nikola Čumić (serbisch-kyrillisch Никола Чумић; * 20. November 1998 in Užice) ist ein serbischer Fußballspieler.

## Karriere

### Verein
Čumić begann seine Laufbahn in seiner Heimatstadt in der Jugend des FK Sloboda Užice. Im Mai 2015 debütierte er beim 3:2 gegen den FK Mačva Šabac für die erste Mannschaft in der zweitklassigen Prva Liga, als er kurz vor Spielende eingewechselt wurde. Dies blieb sein einziger Einsatz in dieser Spielzeit. In der folgenden Saison 2015/16 kam er zu zwölf Partien in der zweithöchsten serbischen Spielklasse. Im Sommer 2016 wechselte der Stürmer zum Erstligisten FK Metalac. Bis Saisonende absolvierte er 26 Spiele in der SuperLiga und schoss dabei ein Tor. Die Mannschaft stieg schlussendlich in die Prva Liga ab. In der nächsten Saison bestritt Čumić 21 Partien in der zweiten Liga, in denen er vier Treffer erzielte. 2018/19 kam er zu 14 Ligaeinsätzen für Metalac und schoss dabei fünf Tore, bevor er sich Anfang 2019 dem Erstligisten FK Radnički Niš anschloss. Bis Saisonende spielte er achtmal in der SuperLiga und traf dabei einmal. Anfang 2020 wurde er vom griechischen Rekordmeister Olympiakos Piräus verpflichtet, der ihn jedoch bis Saisonende zurück an Radnički Niš auslieh. In jener Spielzeit 2019/20 schoss der Offensivspieler in 23 Ligapartien zwölf Tore. Im Sommer 2020 wechselte er zu Olympiakos, der Verein lieh ihn allerdings wenig später an den spanischen Zweitligisten Sporting Gijón aus. Für Gijon absolvierte er 28 Spiele in der Segunda División und traf dabei einmal. Im Sommer 2021 schloss er sich auf Leihbasis dem Schweizer Erstligisten FC Luzern an.

### Nationalmannschaft
Čumić spielte zwischen 2019 und 2020 fünfmal für die serbische U-21-Auswahl.